# Дітер Кальт
Дітер Кальт (нім. Dieter Kalt; 26 червня 1974, м. Клагенфурт-ам-Вертерзе, Австрія) — австрійський хокеїст, нападник.

## Кар'єра

### Початок
Дітер вихованець місцевого клубу «Клагенфурт», де почав займатись хокеєм ще у чотирирічному віці та пройшов усю хокейну школу від дитячого до молодіжного складу. Його батько Дітер Кальт—старший мав численні можливості відправляти сина до тренувальних таборів провідних хокейних країн. Тому Дітер брав участь у багатьох навчальних таборах, що відбувались у США, Чехословаччині, СРСР та Канаді.
У 14 років Дітер вперше бере участь у команді (U17) збірної Австрії. Його дебют відбувся на турнірі у нідерландському місті Тілбург. У наступні роки він брав участь у численних турнірах та чемпіонатах світу в Польщі, Італії, Франції, Норвегії та Румунії.

### Професійна кар'єра
У 1990 році нападник дебютує в основному складі клубу «Клагенфурт» та стає чемпіоном Австрії у сезоні 1990/91. З цього часу він стає гравцем основного складу. У сезоні 1996/97, підписує контракт з німецьким клубом «Адлер Мангейм», з яким він 1997, та рік потому 1998 виграє чемпіонат Німеччини.
Після двох успішних років у Німеччині, він повернувся до Каринтії, де у сезоні 1998/99 у фіналі плей-оф поступились клубу ХК «Філлах» 2:4. На рубежі нового тисячоліття, Дітер сезон відіграв за «Лонг-Біч Айс Догс». Навесні 2000 року повернувся до Австрії, і цього разу у фіналі плей-оф обіграли ХК «Філлах» 4:1 та вдруге став чемпіоном Австрії.
Сезон 2000/01 Дітер провів у складі «Кельнер Гайє», а вже влітку 2001 приєднався до шведського «Фер'єстаду», у складі якого став чемпіоном Швеції. У 2004 році Дітер уклав контракт з клубом «Відень Кепіталс», у складі столичного клубу він не тільки став провідник гравцем, а і капітаном команди. Після перемоги своєї команди в фіналі плей-оф проти свого колишнього клубу «Клагенфурт», Дітер знову виграв титул чемпіонів Австрії. А цей чемпіонський титул столичного клубу став першим для віденських клубів за останні 42 роки.
В 2005 році, він переїхав до «Ред Булл» (Зальцбург), уклавши чотирирічний контракт, двічі став чемпіоном у 2006/07 та 2007/08, а також срібним призером у 2008/09. Навесні 2009 він підписав контракт з клубом «Лулео» лише для участі в плей-оф. У сезоні 2009/10, повернувся в рідне місто, де і грав до сезону 2011/12 за рідний клуб «Клагенфурт».
20 вересня 2012 Дітер завершив кар'єру гравця.

### У складі збірної
У складі національної збірної брав участь у чемпіонатах світу: 1993, 1994, 1995, 1996, 1997, 1998, 1999, 2000, 2001, 2002, 2003, 2004, 2005, 2006, 2007, 2008 та 2009 та Олімпійських іграх 1994, 1998 та 2002 років.

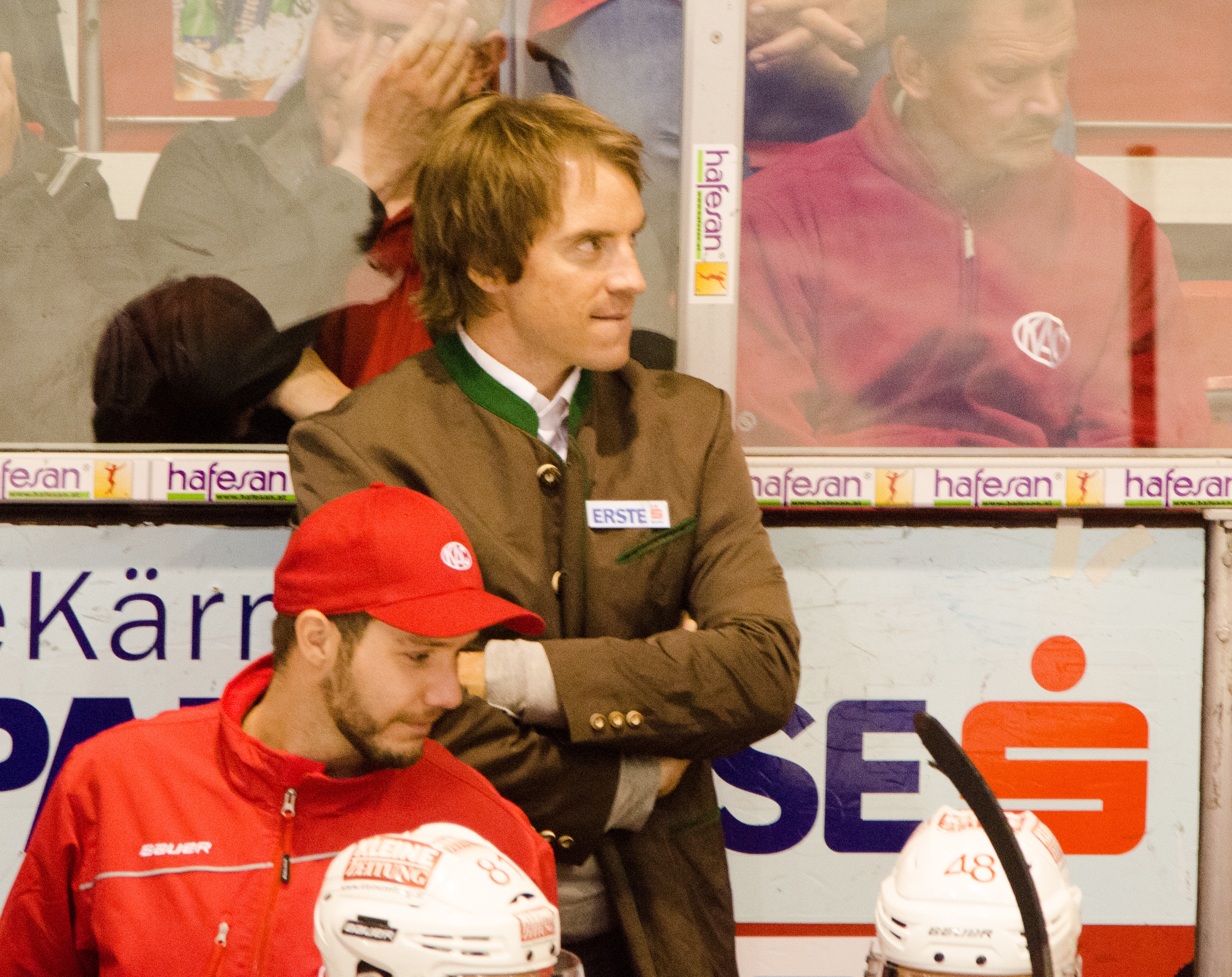
Дітер Кальт — тренер клубу «Клагенфурт», вересень 2013

### Кар'єра тренера
У вересні 2012 року, Кальт зайняв пост помічника тренера молодіжної збірної Австрії. Головним тренером був у цей час Джейсон О'Лірі. Він також був помічником головного тренера клубу «Клагенфурт», а вже влітку 2014 стає спортивним директором «Клагенфурту».
На молодіжному чемпіонаті світу 2014 року, він очолював молодіжну збірну Австрії. Був помічником головного тренера національної збірної Австрії Дена Ратушни на чемпіонаті світу 2015 року.

## Нагороди
- 1991 чемпіон Австрії у складі «Клагенфурт».
- 1997 чемпіон Німеччини у складі «Адлер Мангейм».
- 1998 чемпіон Німеччини у складі «Адлер Мангейм».
- 2000 чемпіон Австрії у складі «Клагенфурт».
- 2002 чемпіон Швеції у складі «Фер'єстаду».
- 2005 чемпіон Австрії у складі «Відень Кепіталс».
- 2007 чемпіон Австрії у складі «Ред Булл» (Зальцбург).
- 2008 чемпіон Австрії у складі «Ред Булл» (Зальцбург).
- 2013 чемпіон Австрії у складі «Клагенфурт» (як помічник тренера).